# Eublepharis

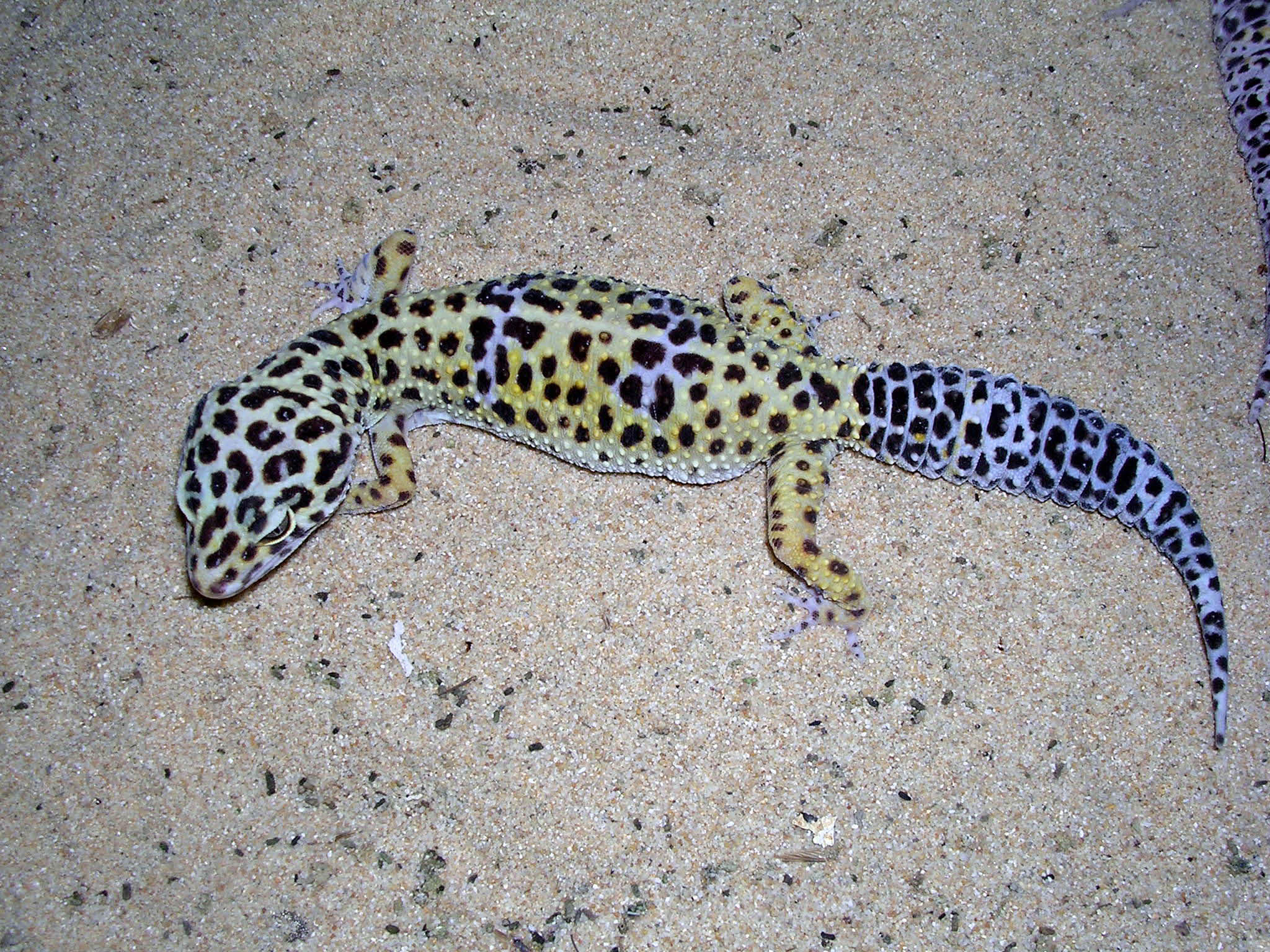

Eublepharis là một chi thằn lằn trong họ Eublepharidae thuộc bộ bò sát có vảy, chi này lần đầu tiên được mô tả bởi nhà sinh vật học John Edward Gray vào năm 1827. Thuật ngữ sinh học của nó là eu = sự tốt đẹp (= chân thật) và blephar = mắt to. Những thành viên của chi thằn lằn này phân bố ở Nam Á nơi có môi trường khô và bán mở. Một số loài được ưa chuộng để làm thú nuôi độc lạ.

## Các loài
Có 05 loài được ghi nhận trong chi này gồm:
- Eublepharis angramainyu: Thằn lằn I-rắc
- Eublepharis fuscus hay Eublepharis fuscus: Thằn lằn Tây Ấn
- Eublepharis hardwickii hay là Eublepharis hardwickii
- Eublepharis macularius: Thằn lằn báo đốm
  - Eublepharis macularius afghanicus: Thằn lằn A Phú Hãn
  - Eublepharis macularius fasciolatus
  - Eublepharis macularius macularius
  - Eublepharis macularius montanus
  - Eublepharis macularius smithi
- Eublepharis turcmenicus: Thằn lằn Tuốc-mê-nixtan
- Thành viên Goniurosaurus kuroiwae trước đây là một siêu loài thuộc chi Eublepharis, được mô tả với danh pháp Eublepharis orientalis bởi Okada vào năm 1936; Eublepharis kuroiwae; Eublepharis kuroiwae kuroiwae; Eublepharis kuroiwae splendens Nakamura & Uano, 1959; Eublepharis splendens, Eublepharis kuroiwae Maki, 1931.